# Ophthalmis formosa
Ophthalmis formosa là một loài bướm đêm trong họ Noctuidae.